# الصعايدة القبلية
قرية الصعايدة القبلية هي إحدى القرى التابعة لمركز يوسف الصديق في محافظة الفيوم في جمهورية مصر العربية. حسب إحصاءات سنة 2006، بلغ إجمالي السكان في الصعايدة القبلية 4843 نسمة، منهم 2449 رجل و2394 امرأة.